# Misurazione del binario in curva
In ferrovia le curve su linee normali non sono piane, sono tutte progettate con una pendenza chiamata sopraelevazione (come ad esempio le curve del circuito da corsa statunitense di Indianapolis). Fanno eccezione le curve su tratti lenti (spesso su tratte secondarie), o quelle in prossimità di sistemi di scambio o stazioni.
Per la costruzione delle curve con sopraelevazione è dunque importantissima la Misurazione del binario.
La sopraelevazione inclina il binario in modo che il treno possa sostenere le curve ad una velocità maggiore riducendo l'effetto della forza centrifuga trasversale e sfruttandola per premere il convoglio saldamente contro il binario.
In caso contrario inevitabilmente il treno rischierebbe il deragliamento, dato che è un mezzo di trasporto che viaggia oggigiorno a velocità molto elevate su solo 7 centimetri d'acciaio. La curva quindi deve avere un allineamento e un posizionamento ottimali.
Per questo la lavorazione e manutenzione dei tratti curvi con la Rincalzatrice è un lavoro di grande precisione.
I dati principali che definiscono le credenziali di una curva sono:
- Sopraelevazione (%)
- Raggio parabolico
- Lunghezza
- Quota circolare massima (da 0-200 max)

Le misure di linea e livello che si effettuano in curva sono simili a quelle per i tratti rettilinei se non per una particolare conformazione del binario.
Questo è composto da due rotaie, che in curva vengono definite come 
- corda alta: la rotaia che letteralmente è più alta e quindi che dà la pendenza al binario e sprigiona la curva in un senso o nell'altro. Rispetto al centro della curva, è il binario più esterno.
- corda bassa deve essere portata, come per la linea, sempre a un livello perfetto pari a 50 centimetri dai riferimenti sui sostegni della linea elettrica. È il binario interno alla parte curva.

Per poter intervenire con la Rincalzatrice bisogna calcolare la differenza tra le altezze delle due rotaie in modo tale da poter stabilire quanto bisognerebbe eventualmente alzare il binario esterno della curva dalla corda bassa.
Esempio:
- Misura livello corda alta: 45 centimetri dal riferimento
- Misura della differenza di altezza tra le due rotaie: risulta di 10 centimetri, quindi la corda bassa è a 55 centimetri dal riferimento
- Risultato: con la rincalzatrice si dovrà alzare di 5 centimetri la corda bassa per portarla al livello corretto di 50 cm

Tutte le curve ferroviarie sono caratterizzate da picchetti numerati di riferimento posti di fianco al binario, uno distante 10 metri dall'altro, utilizzati per poter lavorare la curva con estrema precisione e usati come punti cardinali di inizio e fine curva, oltre che come punti particolari di raccordi ascendenti e discendenti della stessa curva.

## Creare una curva
La rincalzatrice è una macchina capace di trasformare rettilinei in curve e viceversa; la creazione di una curva ipotetica ha inizio da un punto preciso segnato dal primo picchetto definito HO. Successivamente a ogni avanzamento e rincalzatura, la macchina mediante le pinze idrauliche solleva la corda che si definirà alta, di una percentuale di millimetri ogni metro calcolata sia dall'operatore che dal computer di bordo. Ogni dieci metri (quindi ad ogni picchetto) la rincalzatrice creerà una pendenza sempre maggiore e calcolata al millimetro fino ad arrivare alla quota massima circolare (il punto più alto che il binario raggiunge) ad avere la sopraelevazione massima desiderata.